# JUN-GMC
JUN-GMCは、日本のヒップホップMC、ラッパー。2005年までJUN-Gの名で活動。東京都八王子市在住。K DUB SHINE率いるATOMIK RECORDS所属。なお自身が立ち上げたレーベルGALLOWS RECORDSの代表も務める。

## 略歴
愛知県瀬戸市生まれ。両親の離婚を機に神奈川県相模原市に転居した。その後八王子市に移り住む。母ひとり子ひとりの母子家庭にて育つ。中学時に出会ったパンク・ロックに多大な影響を受けた。高校退学後、テキ屋、運転手、サラリーマン、肉体労働など様々な職業を経験。スヌープ・ドッグのアルバムを聞いてヒップホップに傾倒。その後さんぴんキャンプの影響を受け、自身も1998年にJUN-Gの名でソロMCとして活動を開始。UZIやGDXや姫、三善/善三、DJ OASISのアルバムなどで多数の客演をこなし、2005年キングギドラのリーダーであるケーダブシャインの誘いでアトミックボム・プロダクションズに合流。その際にJUN-GMCに改名した。2008年にデビューソロアルバム発売。2009年、自身がオーナーを務めるレーベル、GALLOWS RECORDSをKOOGIや、DJ FUJI-9らと立ち上げる。2010年鬼とKOOGIとのユニット、指ストンズ結成。

## 作品

### CD アルバム
- 路上の太陽（アトミックボム・プロダクションズ／ファイルレコード）2008年3月14日発売。
- Mr.GANGLING (ギャロウズレコーズ／ウルトラ・ヴァイブ）2016年11月23日発売。(1stアルバム)

### 配信 シングル
- Mr.GANGLING（ギャロウズレコーズ／ウルトラ・ヴァイブ）2012年10月24日発売。

### MIX CD
- J.U.N.G（ギャロウズレコーズ）2009年6月22日発売。

### 客演作品
- 姫／姫始（CD アルバム）収録曲 "Guerrilla Growing on 8Hood feat.JUN-G,DJ TANAKEN" 2003年10月8日発売。
- V.A／旧車會 4 Life（CD アルバム）収録曲 "親不孝 -G! partⅡ-" 2004年1月10日発売。
- V.A／Mo’power Six（CD アルバム）収録曲 "まだまだ止まらない/B-UNIT" 2004年3月31日発売。
- V.A／旧車會 4 Life 01（CD アルバム）収録曲 "カーチェイス'04/B-Unit(GDX,Fragrance,Hiroku,Jack,気狂,山賊,JUN-G)" 2004年4月28日発売。
- 三善善三／おればむ（CD アルバム）収録曲 "わふう" 2004年12月22日発売。
- DJ OASIS／ウォーターワールド（CD アルバム）収録曲 "だからどこでも feat.K DUB SHINE,三善/善三,JUN-GMC" 2005年7月27日発売。
- 姫／一暦（CD アルバム）収録曲 "八王子祭 feat.三善/善三,JUN-G,LOOZ,祭華United" 2006年4月12日発売。
- Gyutan-Clan／牛舌喰らう（CD アルバム）収録曲 "Oh! High! Yo! 自然 feat.JUN-GMC" 2006年6月28日発売。
- UZI／美髯公(びぜんこう)（CD アルバム）収録曲 "待て feat.MAGASA,JUN-G" 2006年8月23日発売。
- K DUB SHINE／自己表現（CD ミニアルバム）収録曲 "いつもの feat.JUN-GMC" 2006年10月25日発売。
- Radio Active Project／そりゃあないよ（CD シングル）収録曲 "うちの feat.JUN-GMC" 2006年12月13日発売。
- Radio Active Project／neworlder（CD アルバム）収録曲 "それじゃあ悪魔が… feat.Jun-GMC" 2009年5月27日発売。
- KOOGI／The Custom（CD アルバム）収録曲 "M.I.Cfeat. JUN-GMC" 2009年12月16日発売。
- V.A／CHOCOLATE~Love Flavor~（CD アルバム）収録曲 "MARY JANE/JUN-GMC" 2010年2月3日発売。
- MEKOLI ×JUN-GMC × Flammable／ICHIBAN（配信 シングル）収録曲 "ICHIBAN" 2010年5月30日発売。
- 鬼 & DJ KAZZMATAZZ／鬼ころし:和UNK EDITION（CD アルバム）収録曲 "LIBRO / 十人十色 feat CRAZY-T, DOGMA, MIHO, JUN-GMC, KOOGI, GUINNESS, D-EARTH, K.E.I, BLOM, 輪入道, 鬼" 2010年11月17日発売。
- DIORI a.k.a. D-ORIGINU／SPREAD YOUR WING（CD アルバム）収録曲 "YOU (feat. JUN-GMC" 2011年11月23日発売。
- DJ OASIS／東京砂漠 2011（MIX CD）収録曲 "桜歌　JUN-GMC/フォンコール Remix　ERONE & JUN-GMC/社会の窓 Remix　JUN-GMC & 鬼" 2011年12月5日発売。